# Медовий місяць (фільм, 2009)
«Медовий місяць» (серб. Medeni mesec; албан. Muaj mjalti) — сербсько-албанська мелодрама 2009 року режисера Горана Паскалевіча.

## Сюжет
У стрічці демонструється прірва між Західною і Східною Європою. Історія розповідає про двох молодих людей з Албанії та Сербії, які на весільній церемонії вирішують поїхати в Західну Європу, щоб здійснити свої мрії. Але скоро вони починають розуміти, що стали заручниками свого власного майбутнього і минулого своїх країн.

## У ролях
| Актор             | Роль                   |
| ----------------- | ---------------------- |
| Небоя Міловановіч | Марко                  |
| Єлена Трулья      | Віра                   |
| Йозеф Шірока      | Нік                    |
| Мірела Наска      | Майлінда               |
| Лазар Рістовські  | дядько Віри            |
| Петар Божович     | батько Віри            |
| Буджар Лако       | батько Ніка            |
| Йлка Муджо        | мати Ніка              |
| Арон Балаз        | угорський поліцейський |
| Міра Баняц        | Стана                  |
| Іван Бек'ярєв     | комісія                |
| Зінаїда Дедакін   | тітка Віри             |
| Клодян Ходжа      | Ілір                   |
| Ратко Мілетік     |                        |
| Бора Ненік        | оператор на весіллі    |
| Лума Пєнов        | Таня                   |
| Александр Радович | хуліган                |
| Даніка Рістовскі  | мати Віри              |